# Andrés Rebuelta Melgarejo
Andrés Rebuelta Melgarejo (Madrid, 1885 – Las Terceras, Torre de Juan Abad, 6 de septiembre de 1964) fue un agricultor y político español. Diputado por la provincia de Ciudad Real en las Elecciones generales de España de 1936. 

## Biografía
Nació en Madrid siendo hijo de Andrés Rebuelta Valcárcel y de Micaela Melgarejo y Melgarejo, hija primogénita de los III duques de San Fernando de Quiroga. Caballero de Calatrava, fue Presidente de MAPFRE y agricultor de las propiedades que heredó de su madre: Las Terceras en el término municipal de Torre de Juan Abad y El Cerrajero en el término municipal de Villamanrique.
La Mutua de Seguros Agrícolas, fundada por la Agrupación de Propietarios de Fincas Rústicas de España, con anagrama MAPFRE, fue promovida por Isidro de Gregorio en un artículo publicado en abril de 1933 en el Boletín de la Agrupación de Propietarios de Fincas Rústicas. Su Junta General constituyente se celebró el 16 de mayo de 1933 bajo la presidencia de Germán de la Mora. Enrique Granda y Calderón de Robles fue elegido primer presidente del Consejo de Administración de MAPFRE, aunque por su delicado estado de salud no ejerció el cargo por lo que el primer Consejo de Administración efectivo lo presidió Andrés Rebuelta Melgarejo y estuvo formado por Custodio Miguel-Romero, Jaime Oriol de la Puerta, Rafael Márquez Castillejo duque de Santa Cristina, Manuel Sierra Pomares y Rafael Beca.
Andrés Rebuelta fue Presidente de MAPFRE desde 1933 a 1941 y desde 1949 a 1955.
En las elecciones de 1936 Andrés Rebuelta se presentó en la candidatura de Renovación Española obteniendo 102.104 votos y el acta de Diputado. Rafael Melgarejo Tordesillas, duque de San Fernando de Quiroga, quien fue la lista más votada era su primo hermano.